# 先市镇
先市镇，是中华人民共和国四川省泸州市合江县下辖的一个乡镇级行政单位。

## 行政区划
先市镇下辖以下地区：
幸福路社区、之溪路社区、下坝村、贾山村、后坝村、洋石桥村、安宁村、庙高村、雄坪村、新庙村、大土湾村、金钩村、汪坳村和罗院子村。